# Abdul Wahhab Miya
Abdul Wahhab Miya, né le 11 novembre 1951 est un juriste bangladais. Il a été nommé juge en chef du Bangladesh par intérim du Bangladesh à la démission de l'ancien juge en chef Surendra Kumar Sinha,.

## Carrière
Miya a été inscrit sur la liste des juges de la Haute Cour en 1976. Il a été nommé juge supplémentaire à la Haute Cour le 24 octobre 1999 et est devenu juge permanent en 2001. Il a été promu à la Division d'appel le 23 février 2011 et nommé juge en chef par intérim du Bangladesh lorsque l'ancien juge en chef Surendra Kumar Sinha est parti. Il a démissionné de son poste le 2 février 2018. Il travaille actuellement à l'Université North South en tant que professeur de droit,.